# 木香烃内酯
木香烃内酯是一种倍半萜内酯类有机化合物，分子式C15H18O2，1960年发现于雲木香（Saussurea costus）的根中，也存在于莴苣（Lactuca sativa）等植物中。